# Renato Švorinić
Renato Švorinić (Zadar, 1965.), glazbenik i ravnatelj Hrvatske kazališne kuće Zadar.

## Životopis
Poznati hrvatski basist, član jazz grupe Black coffee. Najpoznatiji po uspješnoj suradnji s nizom vrhunskih hrvatskih glazbenika te kao aranžer i producent mnogih projekata u hrvatskoj pop i jazz glazbi. Nastupao je i surađivao s velikim imenima poput Gibonnija, Vanne, Olivera Dragojevića i Meri Cetinić. Više puta nominiran za hrvatsku diskografsku nagradu Porin i dobitnik Porina 2004. za najbolju jazz izvedbu (za skladbu "Oj more duboko", album "Krijanca", izvođač Black coffee).

## Vanjske poveznice
- Službene stranice BLACK COFFEE  Arhivirana inačica izvorne stranice od 17. svibnja 2014. (Wayback Machine)
- Diskografija